# 2007年亞洲冬季運動會冬季兩項比賽-男子4×7.5公里
2007年亞洲冬季運動會的冬季兩項項目中的男子4×7.5公里小項於2月2日在北大湖滑雪場舉行。
| 排名 | 國籍 | 成績      |
| ---- | ---- | --------- |
| 1    | 中国 | 1:35:51.5 |
| 2    | 日本 | 1:36:35.9 |
| 3    |      | 1:39:26.7 |
| 4    |      | 1:52:35.3 |